# Zlaté Moravce
 Ovo je glavno značenje pojma Zlaté Moravce. Za Okrug pogledajte Okrug Zlaté Moravce.
Zlaté Moravce (mađ. Aranyosmarót, njem. Goldmorawitz) je grad u Nitranskom kraju u središnjoj Slovačkoj. Grad je upravno središte Okruga Zlaté Moravce.

## Zemljopis
Zlaté Moravce su najveći grad u okrugu Zlaté Moravce. Nalaze se 120km od glavnoga grada Slovačke Bratislave i 32 km od središta kraja Nitre, a leži na rijeci Žitavi.

## Povijest
Zahvaljujući svom povoljnom položaju na prirodnom platou rijeke Žitave, tragovi o kontinuiranom naselju na ovom području sežu još iz paleolitika. Bogati arheološki nalazi na području grada pokazuju da je u 9. i 10. stoljeća tu bilo naselje Velikomoravske kneževine.
Prvi pisani spomen grada je iz 1113. godine pod imenom "Morowa". Nad gradom koji je smješten na važanom trgovačkom put već u 13. stoljeću dominira mala rimska crkva okružena grobljem, koja je bila smještena na mjestu današnjeg trga.
"Moravce" je česti naziv za naselja u Slovačkoj pridjev "zlatne" pridodan je Moravcu kako bi se razlikovao od drugih naselja. Rijeke Žitava i Zlatnanka u prošlosti su bile poznate po pranju zlata.

## Stanovništvo
| Godina:     | 1993.  | 2003.    | 2013.    | 2023.   |
| ----------- | ------ | -------- | -------- | ------- |
| Broj ljudi: | 15 810 | 13 646   | 12 007   | 11 803  |
| Razlika:    |        | -13,68 % | -12,01 % | -1,69 % |

| Godina:     | 2022.  | 2023.   |
| ----------- | ------ | ------- |
| Broj ljudi: | 11 820 | 11 803  |
| Razlika:    |        | -0,14 % |

Po popisu stanovništva iz 2001. godine grad ima 15.618 stanovnika.
Prema vjeroispovijesti u gradu živi najviše rimokatolika koji čine 82,52%  stanovništva. Većinsko stanovništvo su Slovaci koji čine 97,09%, Čeha ima 0,60%, a Mađara 0,29% stanovništva.

## Vanjske poveznice
- (sl.) (engl.) Službena stranica grada

### Ostali projekti
|  | Zajednički poslužitelj ima još gradiva o temi Zlaté Moravce |